# Лежень (рід)
Лежень (Burhinus) — рід сивкоподібних птахів родини лежневих (Burhinidae). Містить 8 видів.

## Поширення
Рід поширений у тропічних та субтропічних регіонах. Відсутній в Північній Америці, Новій Зеландії та Океанії.

## Види
| Зображення | Українська назва      | Біноміальна назва                             |
| ---------- | --------------------- | --------------------------------------------- |
|            | Лежень степовий       | Burhinus oedicnemus                           |
|            | Лежень індійський     | Burhinus indicus                              |
|            | Лежень річковий       | Burhinus senegalensis                         |
|            | Лежень заїрський      | Burhinus vermiculatus                         |
|            | Лежень плямистий      | Burhinus capensis                             |
|            | Лежень американський  | Burhinus bistriatus                           |
|            | Лежень перуанський    | Burhinus superciliaris                        |
|            | Лежень австралійський | Burhinus grallarius (раніше B. magnirostris). |

### Викопні види
- Burhinus lucorum Bickart, 1981 — ранній міоцен, Небраска
- Burhinus aquilonaris Feduccia, 1980 — плейстоцен, Канзас
- Burhinus nanus Brodkorb, 1959 — плейстоцен, Багами